# Емілі Ґран'П'єрр
Емілі Ґран'П'єрр (3 травня 2001) — гаїтянська плавчиня.
Учасниця Олімпійських Ігор 2020 року, де в попередніх запливах на дистанції 100 метрів брасом посіла 37-ме місце і не потрапила до півфіналів.